# 南極半島
南極半島（英語：Antarctic Peninsula）是南美洲對岸的西部南极洲上的一個半島，為南極洲唯一位於南極圈外的陆地。南極洲的最高峰文森峰亦位於南極半島。作為南極大陸最北端的領土，南極半島與南極洲其他地區相比下氣候較為溫和，因此大量科學考察站設立于南極半島及其周邊島嶼。
南極半島于1820年被探险家首次发现，其后英国、阿根廷、智利均对其提出了领土要求。直到1961年6月通過《南極條約》，凍結了所有國家对南極領土的主權要求。但至今，智利與其餘六個主張有南極洲部份地區主權的國家一樣，仍未完全放棄在南極上的主權，並把南極半島建立智利南極省，由麥哲倫-智利南極大區管轄。

## 外部連結

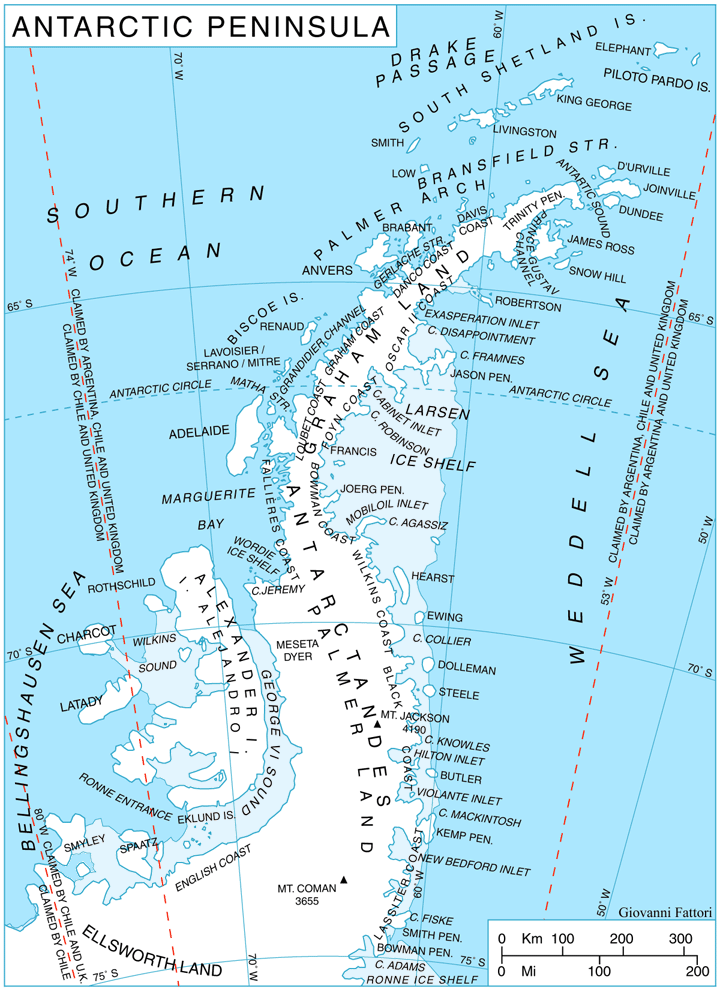
南極半島

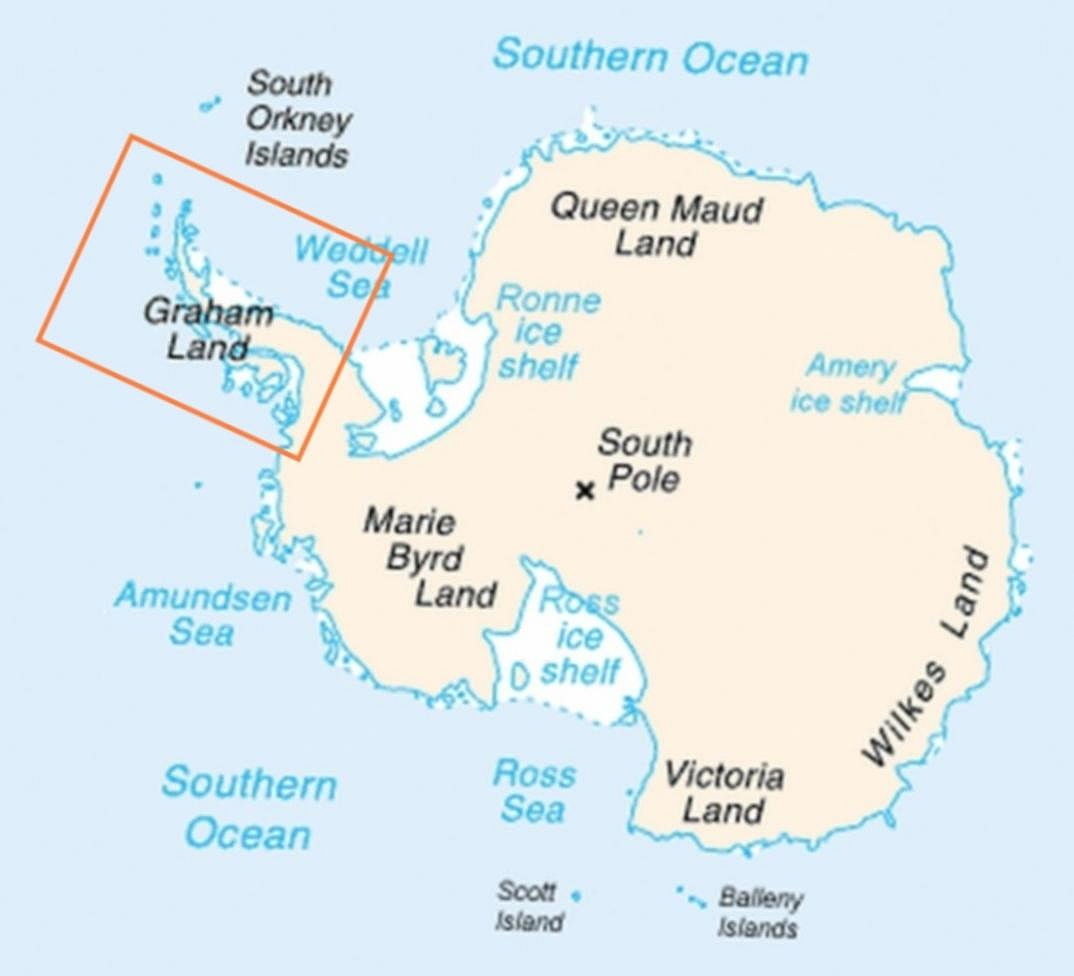
南極半島在南极洲的位置

- "Of Ice and Men" （页面存档备份，存于） Account of a tourist visit to the Antarctic Peninsula by Roderick Eime
- Biodiversity at Ardley Island, South Shetland archipelago, Antarctic Peninsula
- 89 photos of the Antarctic Peninsula （页面存档备份，存于）